# Испольнов, Владимир Николаевич
Владимир Николаевич Испольнов (16 августа 1937 — 1999) — советский хоккеист, защитник, чемпион СССР (1962), мастер спорта СССР (1961).

## Биография
Владимир Испольнов начинал играть в хоккей в 1952 году в команде московского клуба «Спартак». В 1957—1959 годах выступал за калининскую команду СКВО, в составе которой, в частности, играл в паре с защитником Владимиром Брежневым.
В 1959—1965 годах Владимир Испольнов выступал за команду «Спартак» (Москва), забросив 16 шайб в 132 матчах чемпионата СССР. За это время в составе своей команды он один раз (в 1962 году) становился чемпионом СССР, один раз — серебряным призёром (в 1965 году) и два раза — бронзовым призёром чемпионата СССР (в 1963 и 1964 годах). Во время выступлений за московский «Спартак» в разные годы играл в паре с защитниками Алексеем Макаровым, Валерием Кузьминым, Анатолием Рыжовым и Евгением Кобзевым. По результатам сезонов 1962/63, 1963/64 и 1964/65 годов Испольнов был включён в списки «34 лучших хоккеистов чемпионата СССР».
В 1966—1968 годах Владимир Испольнов выступал за команду «Локомотив» (Москва), а в 1968—1969 годах — за команду «Сатурн» из Раменского. Всего в чемпионатах СССР провёл около 270 матчей и забросил 23 шайбы.
Выступал за вторую сборную СССР по хоккею. В 1964 году в составе второй сборной СССР завоевал Кубок Ахерна, проходивший с 26 декабря 1963 года по 3 января 1964 года в Швеции.

## Достижения
- Чемпион СССР по хоккею — 1962[1][2].
- Серебряный призёр чемпионата СССР — 1965[1][2].
- Бронзовый призёр чемпионата СССР — 1963, 1964[1][2].
- Обладатель Кубка Ахерна (в составе второй сборной СССР) — 1964[13].